# 高田純次の男・夕焼けまわり道
高田純次の男・夕焼けまわり道（たかだじゅんじのおとこ・ゆうや-みち）は1990年 - 1992年のナイターオフ期間(10月〜翌年3月)の毎週月 - 金曜の18時台（ニッポン放送のみ17時台後半）の10分間、ニッポン放送・NRN系列全国36局ネットで放送された番組。昭和シェル石油の一社提供番組。ニッポン放送においては、17:45 - 17:55頃に『鶴光の噂のゴールデンアワー』の内包番組という形で放送されていた。

## ネット局
※KBS京都以外は、放送時間は両年度とも共通
- STVラジオ - 18:30（『ホットラインPART2〜今夜もこれから〜』内で放送）
- 青森放送 - 18:40
- 秋田放送 - 18:30
- 岩手放送(現：IBC岩手放送) - 18:40
- 山形放送 - 18:40
- 東北放送 - 18:40
- ラジオ福島 - 18:40
- 茨城放送 - 18:50
- 栃木放送 - 18:40
- 新潟放送 - 18:50
- 信越放送 - 18:30
- 山梨放送 - 18:40
- 北日本放送 - 18:40
- 北陸放送 - 19:00
- 福井放送 - 18:40
- 静岡放送 - 18:50
- 東海ラジオ - 18:15
- KBS京都（京都放送） - 18:50（91年度）→18:40（92年度）
- 和歌山放送 - 18:50
- ABCラジオ - 18:40
- 山陽放送 - 19:00
- 山陰放送 - 18:40
- 中国放送 - 18:50
- 山口放送 - 18:40
- 四国放送 - 18:50
- 西日本放送 - 18:20
- 南海放送 - 19:00
- 高知放送 - 18:30
- RKB毎日放送 - 18:10
- 大分放送 - 18:40
- 長崎放送 - 18:35
- 熊本放送 - 18:30
- 宮崎放送 - 18:50
- 南日本放送 - 18:40
- ラジオ沖縄 - 18:20

## ナイターイン時の昭和シェル石油の対応
- 4月 - 9月のナイターイン期間は昭和シェルは各ラジオ局とも土曜（TBC・SBSは日曜）のナイター中継の番組提供を務めていた。ただ、クロスネット局（ABCやRKBなど）は「JRNナイター」、NRNシングルネット局（東海ラジオ・STVラジオ・当時の西日本放送など）は「文化放送ホームランナイター」とニッポン放送以外の系列局の中継が多かった。

## 過去の昭和シェル提供ナイターオフ10分枠
- 江本孟紀・100倍楽しくなる話（1982年度）
- 江本孟紀・ズバッとど真ン中（1983年・1984年度）
- グーテンタモリ（1989年度）